# Savignano Irpino
Savignano Irpino är en ort och kommun i provinsen Avellino i regionen Kampanien i Italien. Kommunen hade 1 128 invånare (2017).